# Leon Talmi
Leon Talmi (russisch Тальми, Леон Яковлевич; geboren 1893 in Lachowicze; hingerichtet am 12. August 1952 in Moskau) war ein Mitglied des Jüdischen Antifaschistischen Komitees (JAFK).

## Leben
Leon Talmi wurde 1893 als Lejser Talminowiecki in dem Schtetl Lachowicze im heutigen Belarus geboren. Sein Vater verstarb schon früh und seine Mutter musste ihn und seinen Bruder Isaak daher allein aufziehen. Die Brüder emigrierten 1912 in die USA.
Bereits im Juli 1917 kehrte Leon nach Petrograd zurück, um an den revolutionären Ereignissen teilzunehmen. Er wurde Mitglied der Vereinigten Sozialistischen Jüdischen Arbeiterpartei – Varejnikte. Die Partei schickte ihn nach Kiew, wo er die jiddische Parteizeitung Neie zeit redigierte und eine große Anzahl von Artikeln verfasste. Als sich der Allgemeine Jüdische Arbeiterbund (Bund) unter dem Druck der Kommunisten spaltete, trat Talmi in den bolschewistisch orientierten Kombund ein.
1921 schickte ihn die Komintern in die USA, wo er unter den jüdischen Arbeitern und Intellektuellen Propaganda betreiben sollte. Dort arbeitete er bei einigen Zeitschriften mit und unterstütze der Sowjetunion nahestehende Organisationen.
1929 begleitet er zusammen mit Ilja Watenberg eine Delegation von amerikanischen Landwirtschaftsexperten in die Sowjetunion und dabei auch in das Jüdische Autonome Gebiet Birobidschan. Talmi verfasste darüber auch ein Buch, das von der Kommunistischen Partei der USA (CPUSA) herausgegeben wurde.
1934 kehrte er in die Sowjetunion zurück und wurde dort Cheflektor des Staatsverlages für fremdsprachige Literatur.
Nach dem deutschen Überfall auf die Sowjetunion meldete er sich trotz seiner 48 Jahre freiwillig zur Armee, wurde aber zum Sowinformbüro abgeordnet. Dort erhielt er von Solomon Losowski den Auftrag, ein Übersetzungsbüro für englischsprachige Kriegspropaganda zu organisieren.
Talmi war seit 1942 für das JAFK tätig. Bis zu diesem Zeitpunkt hatte er sich weder für jiddische Literatur noch für jüdische Angelegenheiten besonders interessiert. Die Arbeit beim JAFK betrachtete er nur als eine vorübergehende Abkommandierung.
Am 3. Juli 1949 (und damit ein halbes Jahr später als die anderen Angeklagten des JAFK) wurde er verhaftet. Seine Verhaftung diente, wie bei anderen Angeklagten, die zeitweise in den USA gelebt hatten, dazu, das JAFK als antisowjetische amerikanische Spionageorganisation darzustellen.
Leon Talmi wurde am 12. August 1952 zusammen mit anderen Mitgliedern des JAFK erschossen.
Er wurde am 22. November 1955 durch die Entscheidung des Militärkollegiums des Obersten Gerichtshofs der UdSSR posthum rehabilitiert.